# كيم جونغ-مين (لاعب كرة قدم كوري جنوبي)
كيم جونغ-مين (الكورية: 김정민) هو لاعب كرة قدم كوري جنوبي في مركز الوسط، ولد في 13 نوفمبر 1999 في إنتشون في كوريا الجنوبية. لعب مع ريد بول سالزبورغ.

## وصلات خارجية
- كيم جونغ-مين (لاعب كرة قدم كوري جنوبي) على موقع دوري كوريا الجنوبية (الإنجليزية)
- كيم جونغ-مين (لاعب كرة قدم كوري جنوبي) على موقع قاعدة بيانات كرة القدم.إي يو (الإنجليزية)
- كيم جونغ-مين (لاعب كرة قدم كوري جنوبي) على موقع ناشيونال فوتبول تيمز (الإنجليزية)
- كيم جونغ-مين (لاعب كرة قدم كوري جنوبي) على موقع Soccerway.com (الإنجليزية)
- كيم جونغ-مين (لاعب كرة قدم كوري جنوبي) على موقع عالم كرة القدم.نت (الإنجليزية)